# Battery
Battery is een nummer van het album 'Master of Puppets' van Metallica. Na een zeer rustig intro barst het geweld los en als een van de publieksfavorieten wordt dit nummer bij bijna elk concert live gespeeld. Battery is vooral bekend door de sterke gitaarriffs. Het nummer is tevens een van de hardste en snelste nummers van Metallica, over woede, het elkaar in elkaar slaan en als (een soort batterij vol energie die leegloopt en weer opgeladen wordt) bij een verslaving. De songtekst lijkt een soort voorbereiding op het daarop volgende nummer, het titelnummer Master of Puppets dat over verslaving en het gebruik van drugs gaat.
Totdat het 'black album' verscheen, het titelloze Metallica-album met de zwarte hoes uit 1991, werd Battery bijna steevast als opener bij de concerten gespeeld met daarbij het intro. Daarna werd het intro vaak achterwege gelaten, of werd het nummer verwerkt in een medley als ingekorte versie. Het nummer wordt soms bovendien heel snel gespeeld. Fans herkennen het nummer door deze aspecten soms bijna niet.
Battery is niet als single uitgekomen maar staat wel vaak als extra nummer op een single in een live uitvoering, soms in een live gespeelde medley. Op het oude vinyl verscheen het nummer nog als B-kant.